# 香港2002年度授勳及嘉獎名單
香港2002年授勳名單2002年7月1日於憲報刊登，共有294人授勳及嘉獎，這是香港回歸以來第5份全面的授勳名單。授勳典禮於10月12日在禮賓府舉行。

## 授勳及嘉獎名單

### 大紫荊勳章
- 曾蔭權先生，大紫荊勳賢，JP
- 梁愛詩女士，大紫荊勳賢，JP
- 鍾逸傑爵士，大紫荊勳賢，JP（The Honourable Sir David AKERS-JONES, G.B.M., J.P.）
- 田長霖教授，大紫荊勳賢

### 金紫荊星章
- 周德熙先生，GBS，JP
- 任關佩英女士，GBS，JP
- 葉劉淑儀女士，GBS，JP
- 李承仕先生，GBS，JP
- 周梁淑怡議員，GBS，JP
- 曾鈺成議員，GBS，JP
- 張信剛教授，GBS，JP
- 潘宗光教授，GBS，JP
- 譚尚渭教授，GBS，JP
- 胡國興法官，GBS
- 夏秉純先生，GBS，JP（Mr. Stuart Wreford HARBINSON, G.B.S., J.P.）
- 吳榮奎先生，GBS，JP
- 胡法光先生，GBS，JP
- 陳瑞球博士，GBS，JP
- 楊紫芝教授，GBS，JP
- 鄭維健博士，GBS，JP
- 蕭炯柱先生，GBS，JP
- 鄭張永珍博士，GBS

### 金英勇勳章
- Mr. Zafar Iqbal KHAN，MBG（追授）

### 銀紫荊星章
- 曹光彪先生，SBS
- 伍靜國先生，SBS，JP
- 許競平先生，SBS，JP
- 張學明先生，SBS，JP
- 布培先生，SBS，JP（Mr. Robert Douglas POPE, S.B.S., J.P.）
- 岑才生先生，SBS，JP
- 張敏儀女士，SBS，JP
- 梁秉中教授，SBS，JP
- 陳南祿先生，SBS，JP
- 黃光漢先生，SBS，JP
- 廖正亮先生，SBS，JP
- 蔡元雲醫生，SBS，JP
- 鮑紹雄先生，SBS，JP
- 鍾普洋先生，SBS，JP
- 郭文緯先生，SBS，IDS
- 余黎青萍女士，SBS
- 林中麟先生，SBS
- 韋基舜先生，SBS
- 馬畋先生，SBS（Mr. Francis G. MARTIN, S.B.S.）
- 許美德教授，SBS（Professor Ruth E. S. HAYHOE, S.B.S.）
- 傅立新牧師，SBS（Reverend Hugh PHILLIPSON, S.B.S.）
- 費蘇務滋女士，SBS
- 黃健靈教授，SBS
- 劉玉權先生，SBS
- 蔡德允女士，SBS

### 銀英勇勳章
- 梁成恩先生，MBS （追授）

### 紀律部隊及廉政公署卓越獎章
香港警察卓越獎章
- 貝彬先生，PDSM（Mr. Harold Murdoch BLUD, P.D.S.M.）
- 袁應林先生，PDSM
- 戴誠先生，PDSM（Mr. Richard Ian TYZZER, P.D.S.M.）

香港消防事務卓越獎章
- 畢迎強先生，FSDSM，JP
- 曾廣貴先生，FSDSM

香港入境事務卓越獎章
- 周國泉先生，IDSM
- 蔡炳麟先生，IDSM

香港懲教事務卓越獎章
- 梁錦有先生，CSDSM
- 陳港生先生，CSDSM

政府飛行服務隊卓越獎章
- 麥敬道先生，GDSM（Mr. Graeme Macgregor McINTOSH, G.D.S.M.）

香港廉政公署卓越獎章
- 貝守樸先生，IDS（Mr. Michael John BISHOP, I.D.S.）

### 銅紫荊星章
- 脫志賢先生，BBS
- 趙鎮東先生，BBS
- 周奕希先生，BBS
- 梁庭先生，BBS
- 伍達倫博士，BBS，JP
- 李崇德先生，BBS，JP
- 李敬志先生，BBS，JP
- 周寶煌醫生，BBS，JP
- 夏挺賢先生，BBS，JP（Mr. Roger Grange HARDING, B.B.S., J.P.）
- 梁省德女士，BBS，JP
- 陳阮德徽博士，BBS，JP
- 曾文青先生，BBS，JP
- 溫文儀先生，BBS，JP
- 葉慶忠先生，BBS，JP
- 歐鏡源先生，BBS，JP
- 盧文端先生，BBS，JP
- 蕭婉嫦女士，BBS，JP
- 譚榮根博士，BBS，JP
- 蘇天安醫生，BBS，JP
- 蘇開鵬先生，BBS，JP
- 文富穩先生，BBS
- 曹宏威教授，BBS
- 白禮賢先生，BBS（Mr. Paul Richard BAILEY, B.B.S.）
- 伍偉傑先生，BBS
- 李光先生，BBS
- 李安國教授，BBS
- 李國強先生，BBS
- 李頌基醫生，BBS
- 沈玉群女士，BBS
- 沈廣河先生，BBS
- 周振基先生，BBS
- 胡偉民先生，BBS
- 容超雄先生，BBS
- 張百康先生，BBS
- 陸達權先生，BBS
- 麥理思先生，BBS（Mr. George Colin MAGNUS, B.B.S.）
- 彭冲先生，BBS
- 馮慶鏘先生，BBS
- 黃清蔚先生，BBS
- 黃戴偉賢女士，BBS
- 楊執庸教授，BBS
- 葉樹林先生，BBS
- 劉振星先生，BBS
- 鮑德熹先生，BBS
- 鍾景輝先生，BBS
- 羅景雲先生，BBS

### 紀律部隊及廉政公署榮譽獎章
香港警察榮譽獎章
- 丘慶峰先生，PMSM
- 朱國祥先生，PMSM
- 江張嗣蘭女士，PMSM
- 何國鴻先生，PMSM
- 周國基先生，PMSM
- 張國松先生，PMSM
- 梁鴻猷先生，PMSM
- 陳振興先生，PMSM
- 陳漢成先生，PMSM
- 麥洪富先生，PMSM
- 馮國安先生，PMSM
- 葉流全先生，PMSM
- 葉偉強先生，PMSM
- 葉寶泉先生，PMSM
- 劉容根先生，PMSM
- 鄧財先生，PMSM
- 盧達輝先生，PMSM
- 戴朗先生，PMSM（Mr. David Hugh TALLON, P.M.S.M.）
- 羅李翠媚女士，PMSM
- 蘇海泉先生，PMSM

香港消防事務榮譽獎章
- 李天平先生，FSMSM
- 李啟源先生，FSMSM
- 周榮德先生，FSMSM
- 胡家和先生，FSMSM
- 張賜賢先生，FSMSM
- 梁紹康先生，FSMSM
- 馮錦華先生，FSMSM
- 楊有源先生，FSMSM

香港入境事務榮譽獎章
- 區卓聯先生，IMSM
- 張利根先生，IMSM
- 蔡國輝先生，IMSM
- 盧文康先生，IMSM
- 嚴鈞塏先生，IMSM

香港海關榮譽獎章
- 李忠良先生，CMSM
- 林明汶先生，CMSM
- 唐青傑先生，CMSM
- 陳永勝先生，CMSM
- 曾海平先生，CMSM
- 萬榮耀先生，CMSM

香港懲教事務榮譽獎章
- 梁偉平先生，CSMSM
- 郭啟先先生，CSMSM
- 麥惠君先生，CSMSM
- 黃德誠先生，CSMSM
- 黃耀中先生，CSMSM
- 楊金生先生，CSMSM
- 龍國堅先生，CSMSM

政府飛行服務隊榮譽獎章
- 蔡照明先生，GMSM

香港廉政公署榮譽獎章
- 吳炳國先生，IMS
- 黃國樑先生，IMS

### 榮譽勳章
- 蔡偉石先生，MH，JP
- 周賢明先生，MH
- 黃金池先生，MH
- 王志強先生，MH
- 江子榮先生，MH
- 李桂珍女士，MH
- 李德康先生，MH
- 凌劉月芬女士，MH
- 高寶齡女士，MH
- 陳金霖先生，MH
- 黃戊娣女士，MH
- 葉順興女士，MH
- 鄭琴淵女士，MH
- 羅友聖先生，MH（Mr. Giuseppe SALAROLI, M.H.）
- 王國平先生，MH
- 王錦輝先生，MH
- 任太平先生，MH
- 何兆麟先生，MH
- 何懿德先生，MH
- 余啟繁先生，MH
- 余潤興先生，MH
- 吳素玲女士，MH
- 岑永生先生，MH
- 李明海先生，MH
- 李覺銘先生，MH
- 李歡先生，MH
- 沈本瑛先生，MH
- 林光如先生，MH
- 林浣心女士，MH
- 金郭莉莉女士，MH
- 侯傑泰教授，MH
- 胡兆康先生，MH
- 倫烱光先生，MH
- 夏國璋先生，MH
- 區潔名先生，MH
- 張永明博士，MH
- 張兆成先生，MH
- 張秉權博士，MH
- 梁掌瑋女士，MH
- 許東亮先生，MH
- 陳幼堅先生，MH
- 陳金烈先生，MH
- 陳容根先生，MH
- 陳黃麗娟博士，MH
- 陳福榮先生，MH
- 陳錦鴻先生，MH
- 麥文浩先生，MH（Mr. Manohar Narindas MELWANI, M.H.）
- 曾元鴻先生，MH
- 湯偉奇先生，MH
- 程文梯先生，MH
- 程興達先生，MH
- 黃少文先生，MH
- 黃仕強先生，MH
- 黃秀容女士，MH
- 黃偉宏先生，MH
- 楊貫一先生，MH
- 葉方強先生，MH
- 葉永成先生，MH
- 葉譚瑪莉女士，MH
- 劉錦綾女士，MH
- 蔡東明先生，MH
- 蔡衍濤先生，MH
- 鄭蘇薇女士，MH
- 盧燕英女士，MH[註 1]
- 戴友廉先生，MH
- 簡麗冰博士，MH
- 羅建平先生，MH
- 蘇趙麗貞女士，MH
- 顧明仁博士，MH

### 行政長官社區服務獎狀
- 古漢強先生
- 朱晉賢先生
- 何顯明先生
- 周錦紹先生
- 林玉珍女士
- 林超倫先生
- 林潔聲先生
- 黃耀聰先生
- 溫悅昌先生
- 衞煥南先生
- 安慶英先生
- 朱鄧麗娟女士
- 余滙先生
- 李卓玉屏女士
- 李愛群女士
- 阮黎麗冰女士
- 卓鍾國儀女士
- 屈黎月娥女士
- 招秉衡先生
- 林海城先生
- 邱錦平先生
- 袁靖波先生
- 張紹業先生
- 梁強先生
- 莊任亮先生
- 許鳳雅女士
- 陳加恩先生
- 陳全亦先生
- 陳鄭美珠女士
- 麥炳輝先生
- 黃明光先生
- 黃柏源先生
- 楊瑞生先生
- 劉森波先生
- 劉德興先生
- 蔡醮喜先生
- 鄭肖娟女士
- 鄭科先生
- 鄧笑之女士
- 戴樂群醫生
- 鍾蔭祥先生
- 聶鳳儀女士
- 關錫演先生
- 嚴日初先生
- 蘇瑞芳女士

### 行政長官公共服務獎狀
- 方文正先生
- 王炳南先生
- 朱碧良先生
- 何鉞銘先生
- 吳翠儀女士
- 李兆興先生
- 周慶超先生
- 邱偉強先生
- 陳共樂先生
- 陳志文先生
- 陳偉文先生
- 陳漢堅先生
- 勞關素霞女士
- 黃結能先生
- 黃樹根先生
- 黃錦棠先生
- 劉振強先生
- 劉肇康先生
- 鄧家光先生
- 錢曾珙先生
- 戴汝光先生
- 謝國雄先生
- 羅錦榮先生
- 關天龍先生
- 嚴國政先生